# Caspar von Zumbusch

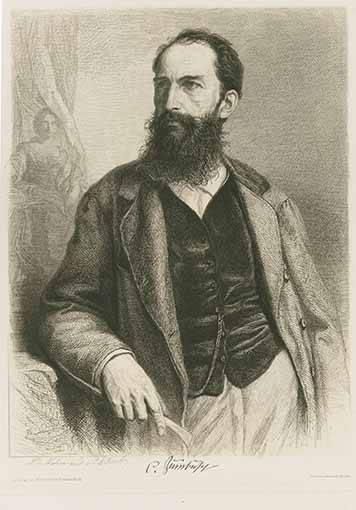
Caspar von Zumbusch

Caspar Clemens Eduard Zumbusch, nebo Caspar von Zumbusch, roku 1888 nobilitovaný rytíř von Zumbusch (23. listopadu 1830 Herzebrock – 26. září 1915 Rimsting na Chiemsee) byl německý sochař a medailér, patřil k významným představitelům rakouského figurálního sochařství období historismu.

## Život
V 18 letech přišel do Mnichova studovat na Akademii výtvarných umění, ale propadl u přijímací zkoušky, proto nastoupil na tamní polytechniku, kde se mj. učil modelovat u prof. Johanna von Halbiga. Po studijní cestě do Říma vytvořil roku 1861 Mariánský sloup pro Paderborn, mramorovou sochu biskupa a kronikáře Oty z Freisingu pro dómské nádvoří ve Freisingu a v letech 1866–1872 bronzový pomník bavorského krále Maxmiliana II. pro Mnichov. Od roku 1873 bydlel a působil ve Vídni, kde se k jeho hlavním dílům počítají bronzové monumenty: Beethovenův pomník (1873–1880), pomník císařovny Marie Terezie obklopené rádci a veliteli (před Kunsthistorisches muzeem; 1888), jezdecký pomník maršála Radeckého (1891) na Stubenringu a jezdecký pomník arcivévodyAlberta před galerií Albertinou. Za své nejvýznamnější dílo Zumbusch považoval z mědi tepaný pomník pruského císaře Viléma I. ve věži v Porta Westfalica u Mindenu v Porýní-Vestfálsku.
V letech 1873–1901 byl profesorem Akademie výtvarných umění ve Vídni, kde vedl až do svého penzionování mistrovskou třídu monumentálního sochařství, k jeho žákům patřil Anton Brenek.
V Praze na Olšanských hřbitovech se dochovala Zumbuschova socha Anděla smrti na rodinné hrobce podnikatele Františka von Waldek a jeho švagra generálmajora Theodora Josefa Hordta z roku 1895.

## Rodina
Roku 1860 se v Altöttingu oženil s Antonií Voglovou, dcerou bavorského královského rady. Měli pět dětí: tři dcery a dva syny. Umělecké tvorbě se věnovali syn Ludwig von Zumbusch a Casparův bratr Julius Zumbusch. Caspar von Zumbusch je pohřben v rodném Rimstingu v údolí Chiemsee; na vídeňském Centrálním hřbitově má kenotaf.

## Ocenění
15. února 1888 mu císař František Josef I. ve Vídni udělil rakouský Řád železné koruny 3. třídy a současně jej povýšil na rytíře

## Galerie

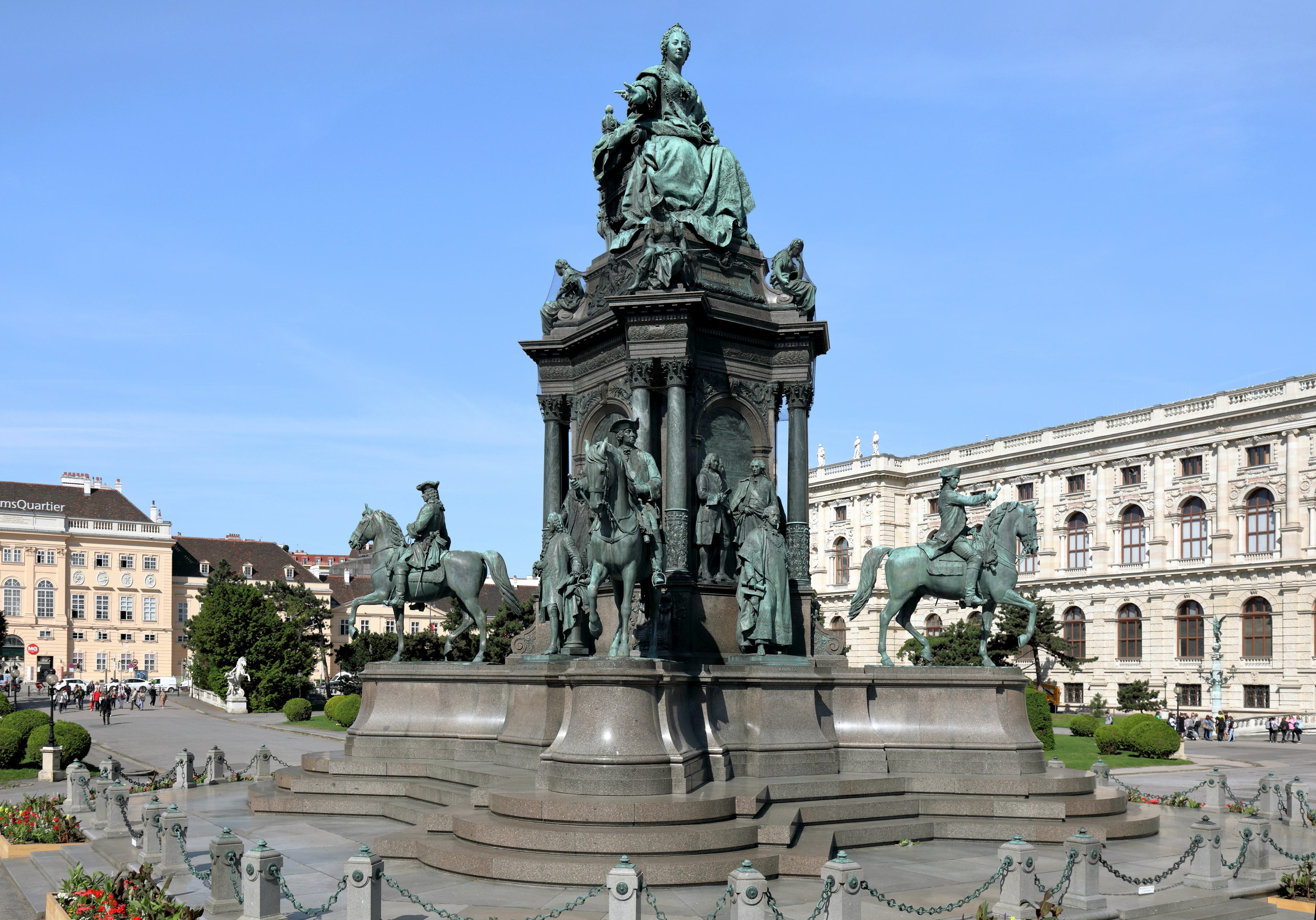
Pomník Marie Terezie ve Vídni, 1888
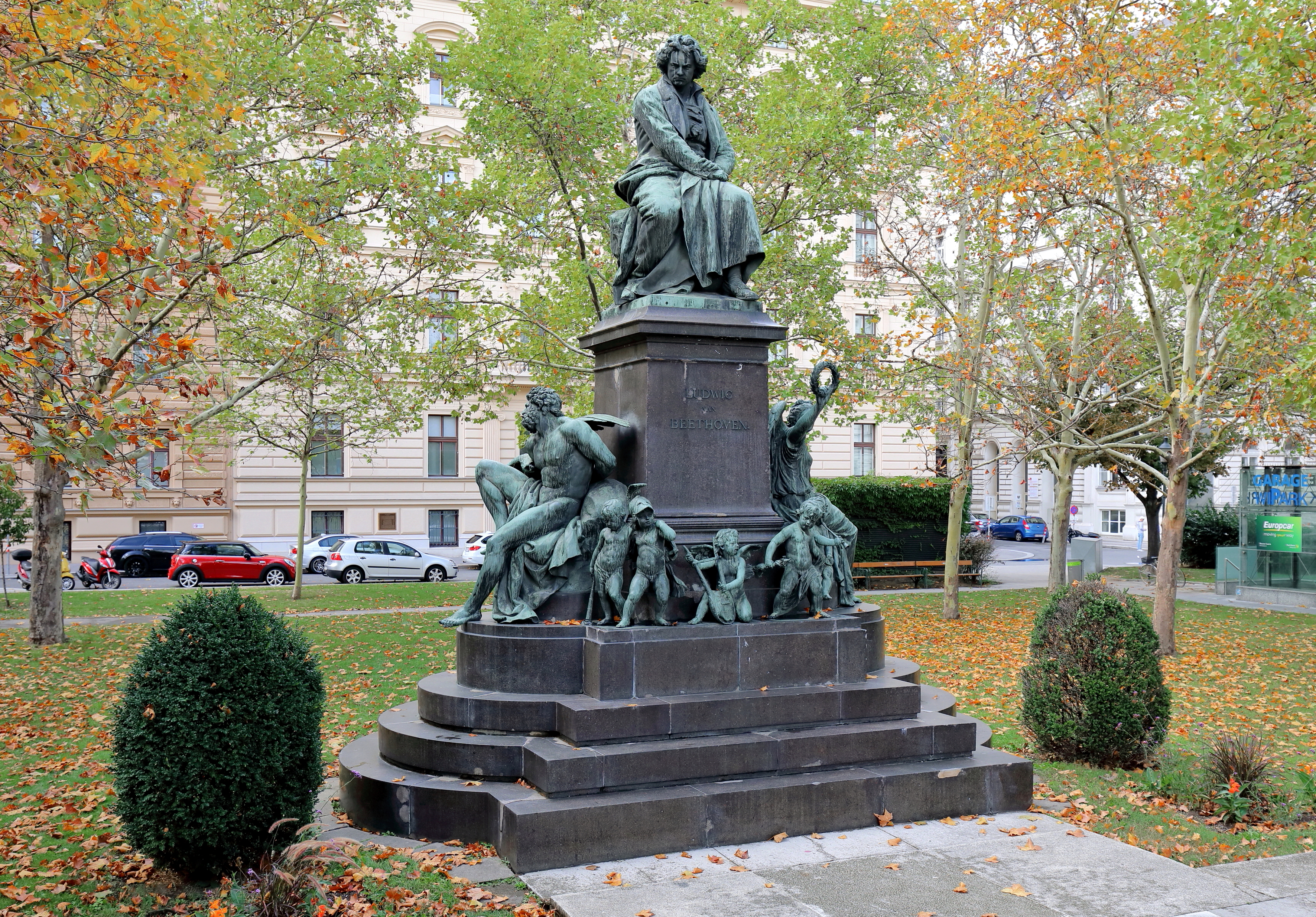
Beethovenův pomník ve Vídni, 1880
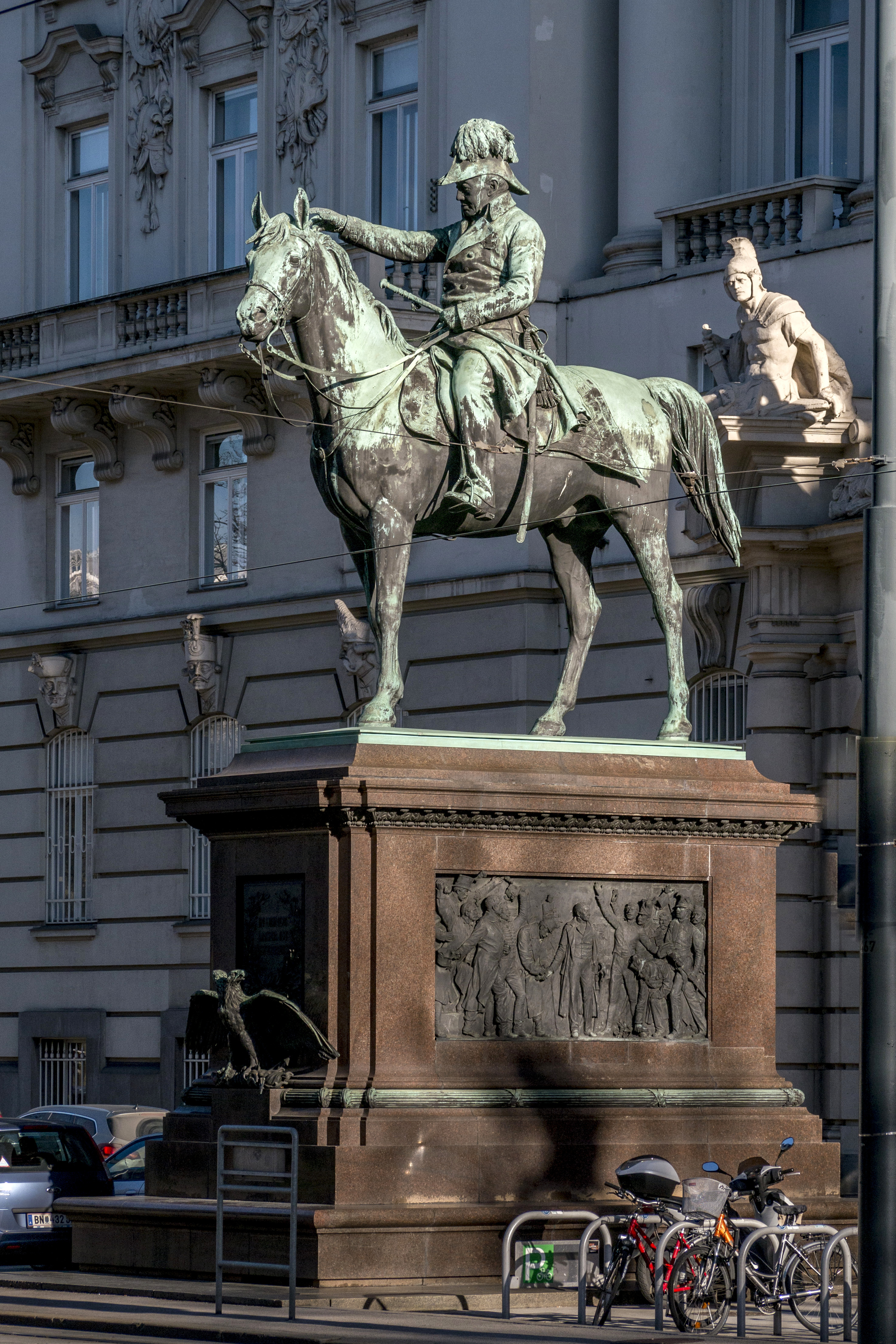
Radeckého pomník ve Vídni, 1891
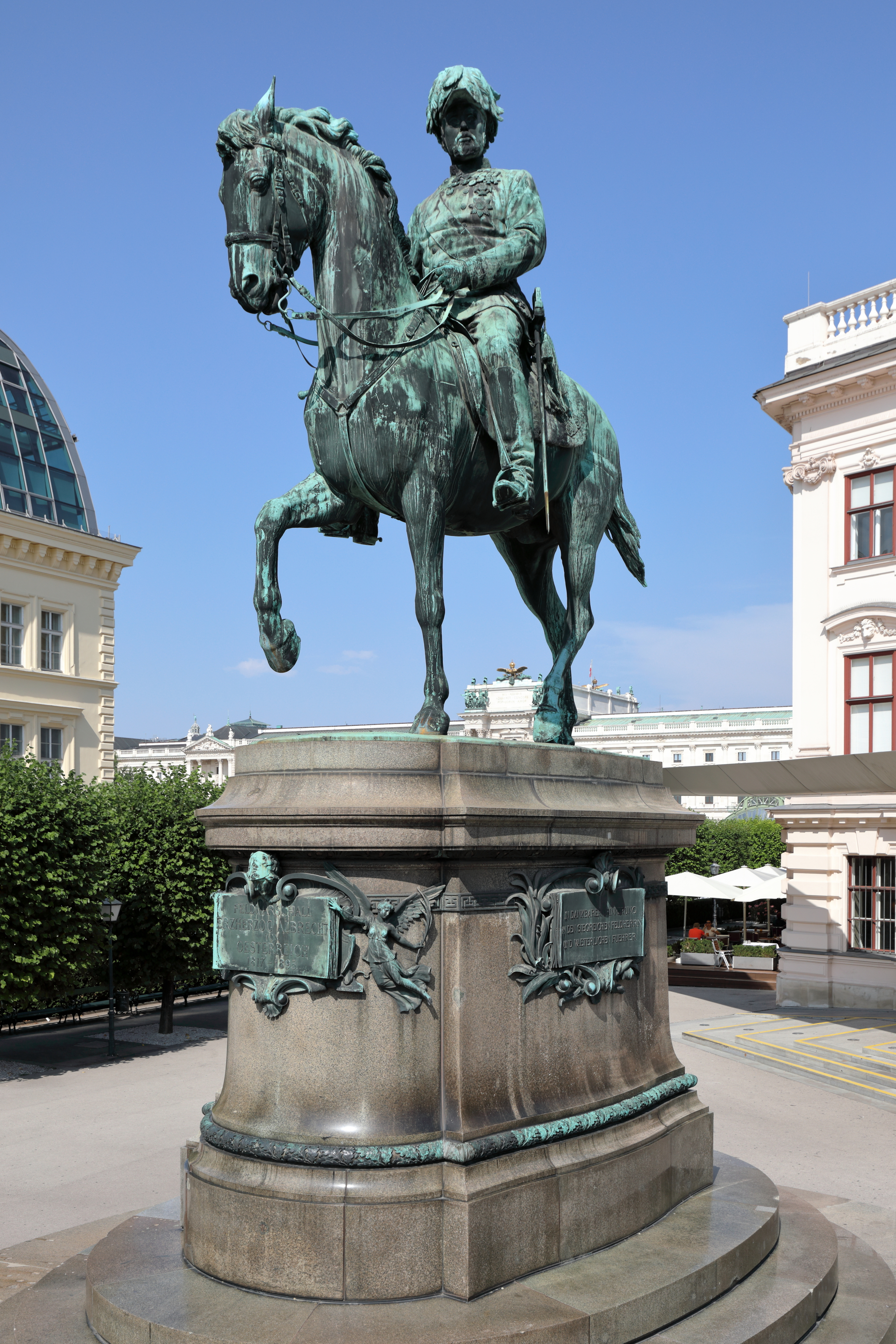
Pomník arcivévody Alberta ve Vídni
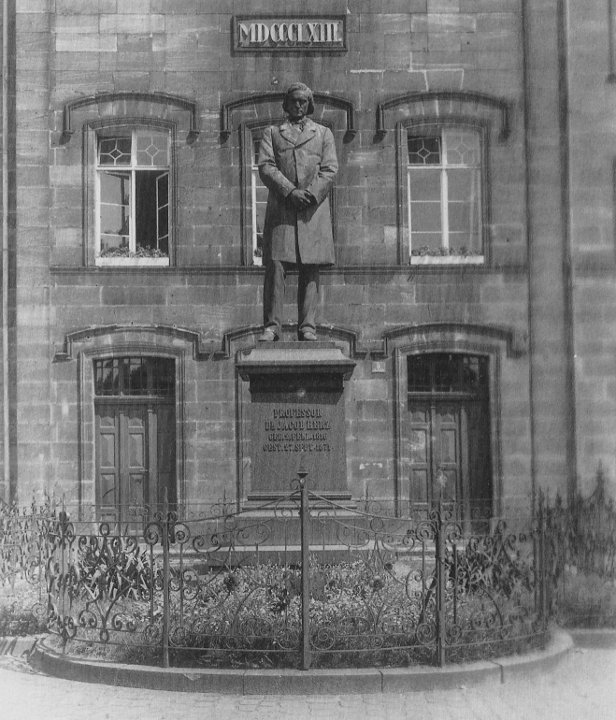
Pomník Jakoba Herze, Erlangen, 1900
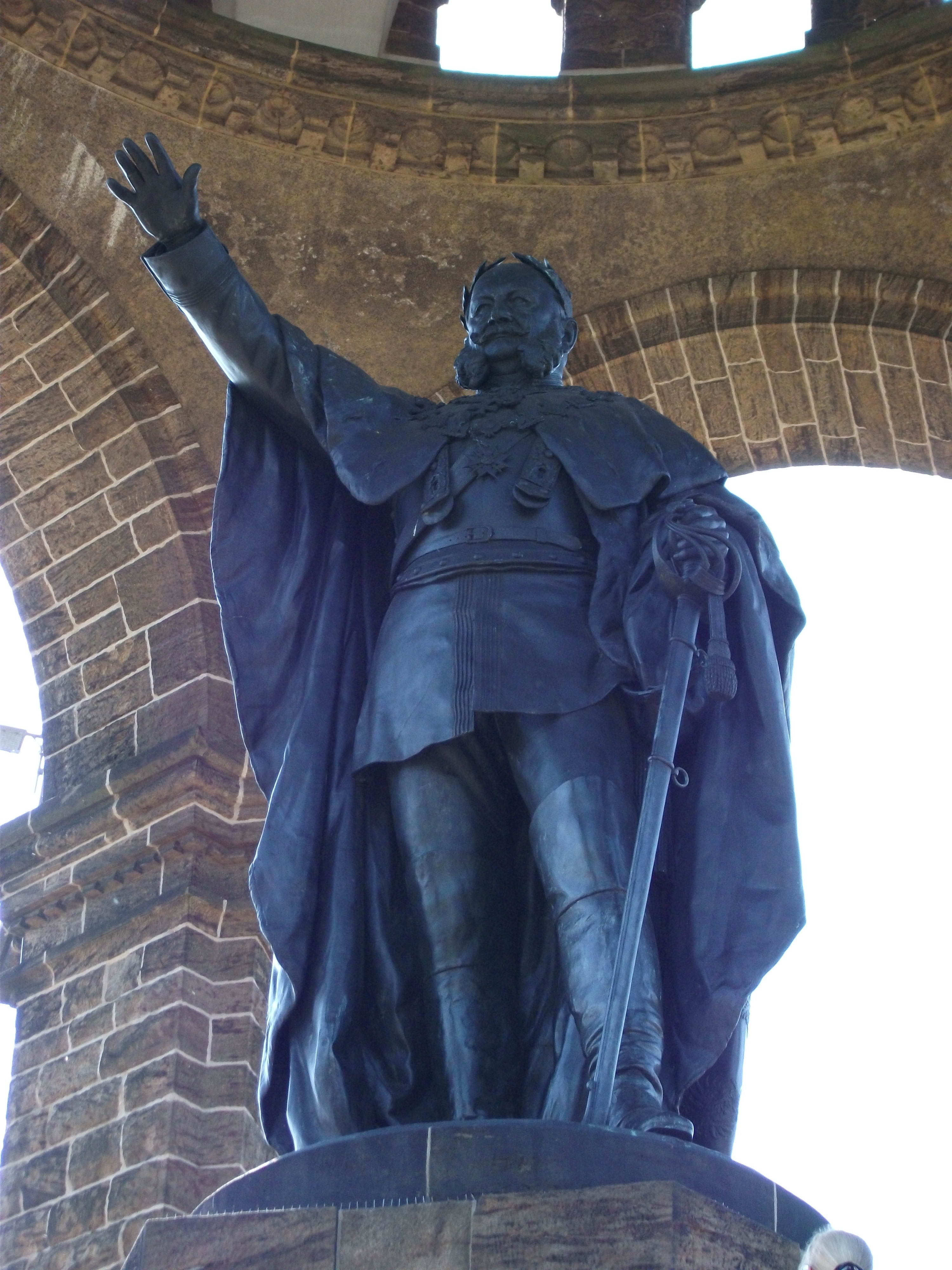
Pomník císaře Viléma
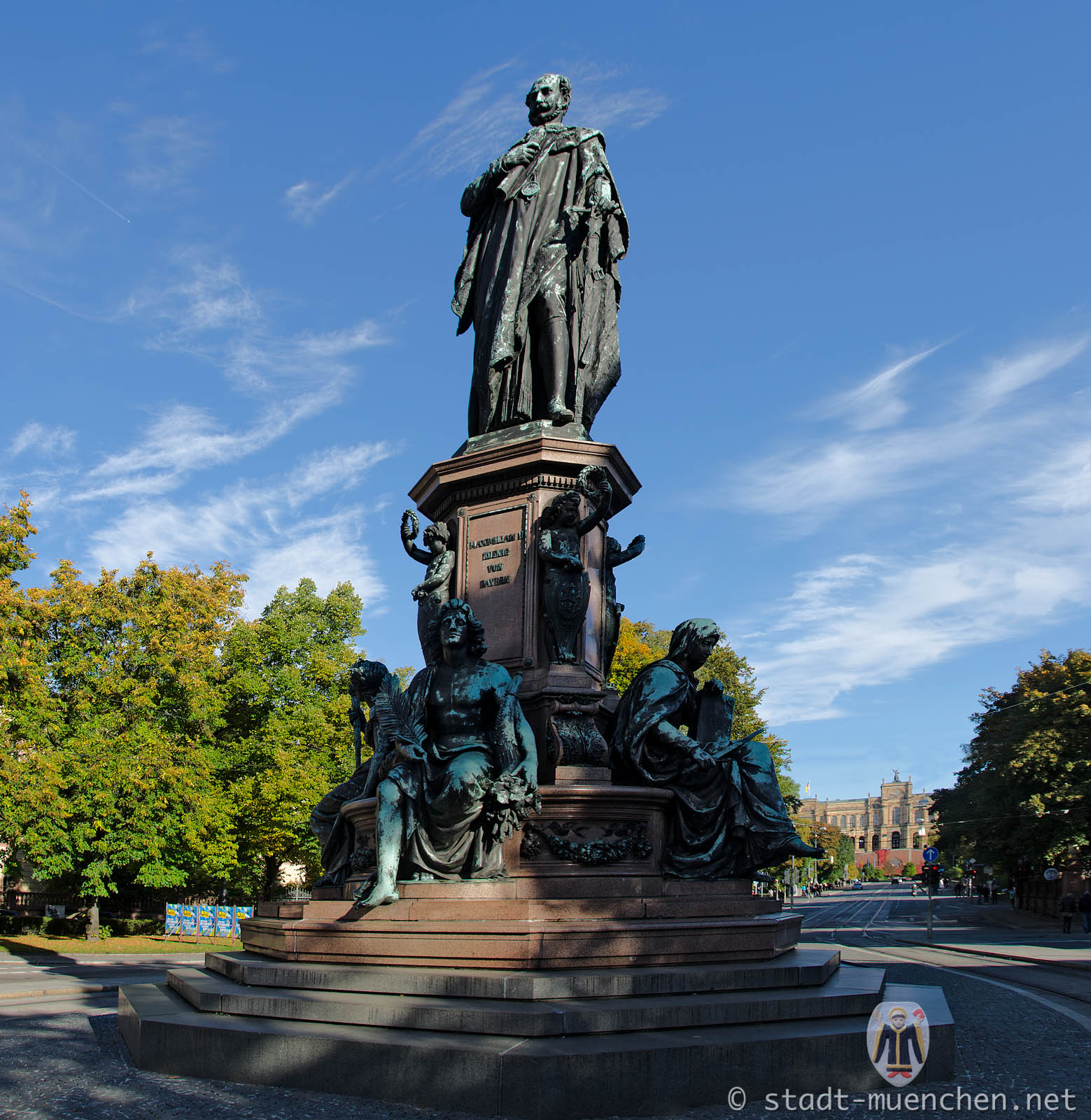
Pomník krále Maxmiliána II.
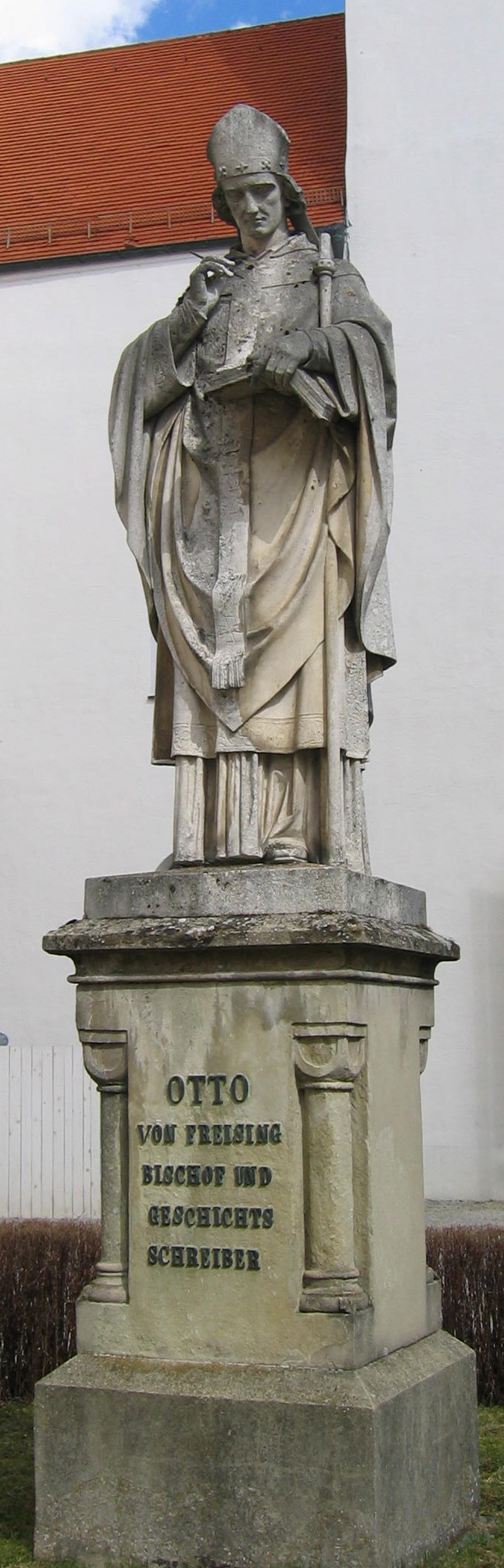
Biskup Otto z Freisingu, Freising,
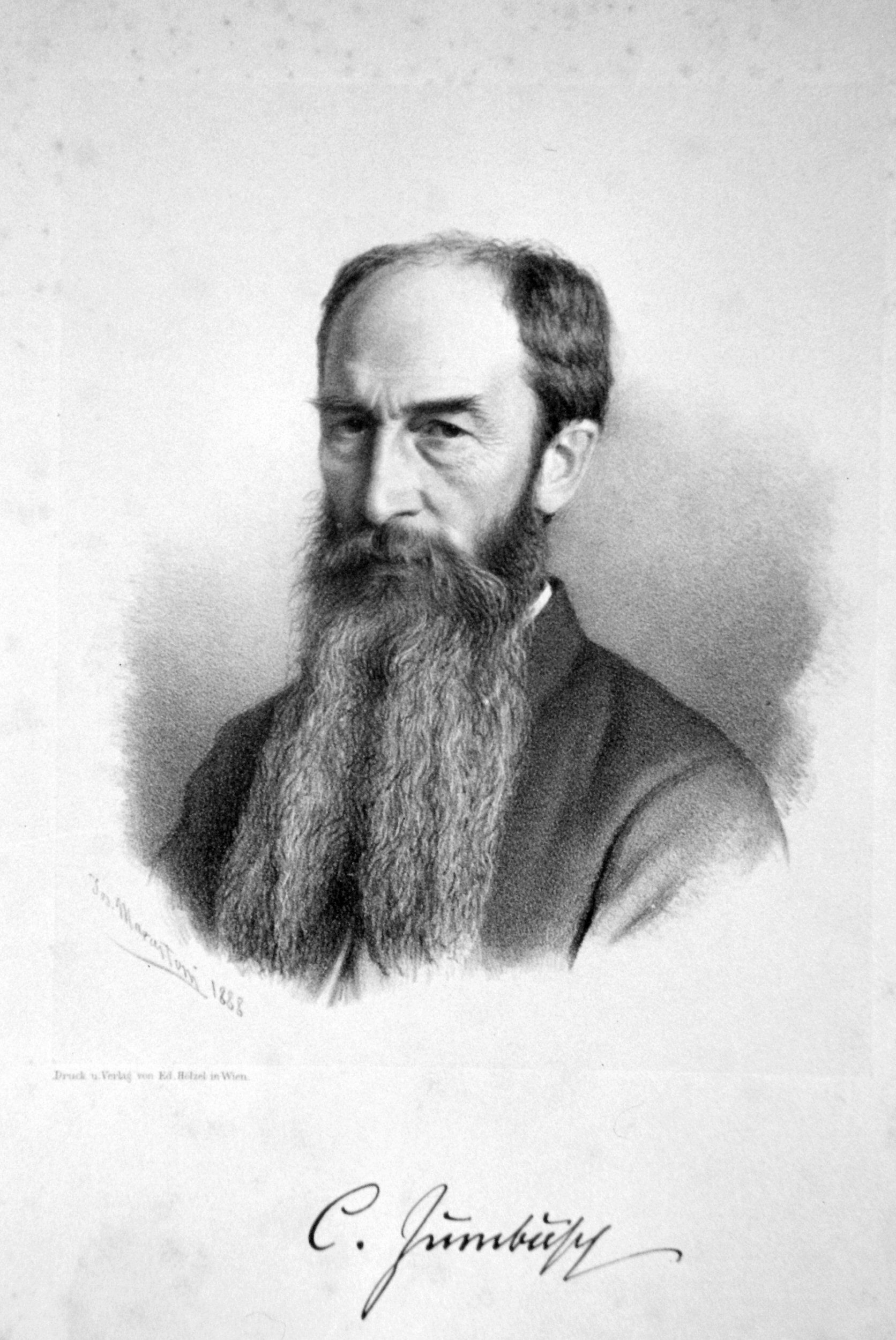
Caspar von Zumbusch, lithografie: Marastoni, 1888
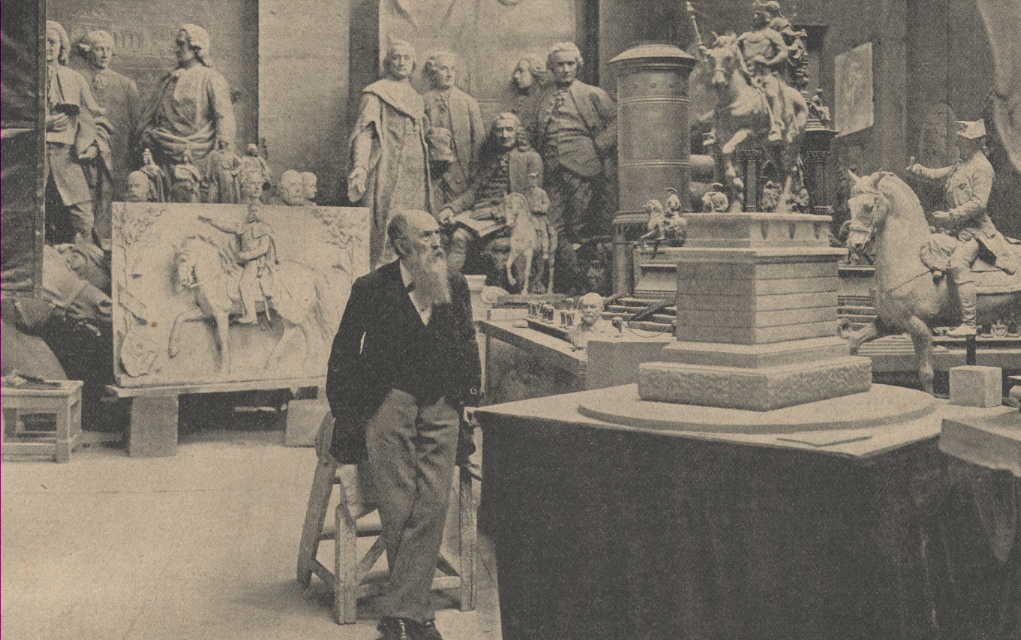
Prof. Zumbusch ve svém ateliéru, 1900